# Рибниц-Дамгартен
Ри́бниц-Дамгартен (нем. Ribnitz-Damgarten, кашубск. Rëbnica-Dãbògóra) — город в Германии, в земле Мекленбург-Передняя Померания.
Входит в состав района Северная Передняя Померания. Подчиняется управлению Рибниц-Дамгартен. Население составляет 15 208 человек (на 31 декабря 2016 года). Занимает площадь 122,20 км². Официальный код — 13 0 57 074.
Город возник в 1200 году на месте славянского поселения Rybanis (Рыбница), которое происходит от общеславянского слова рыба.

## Галерея

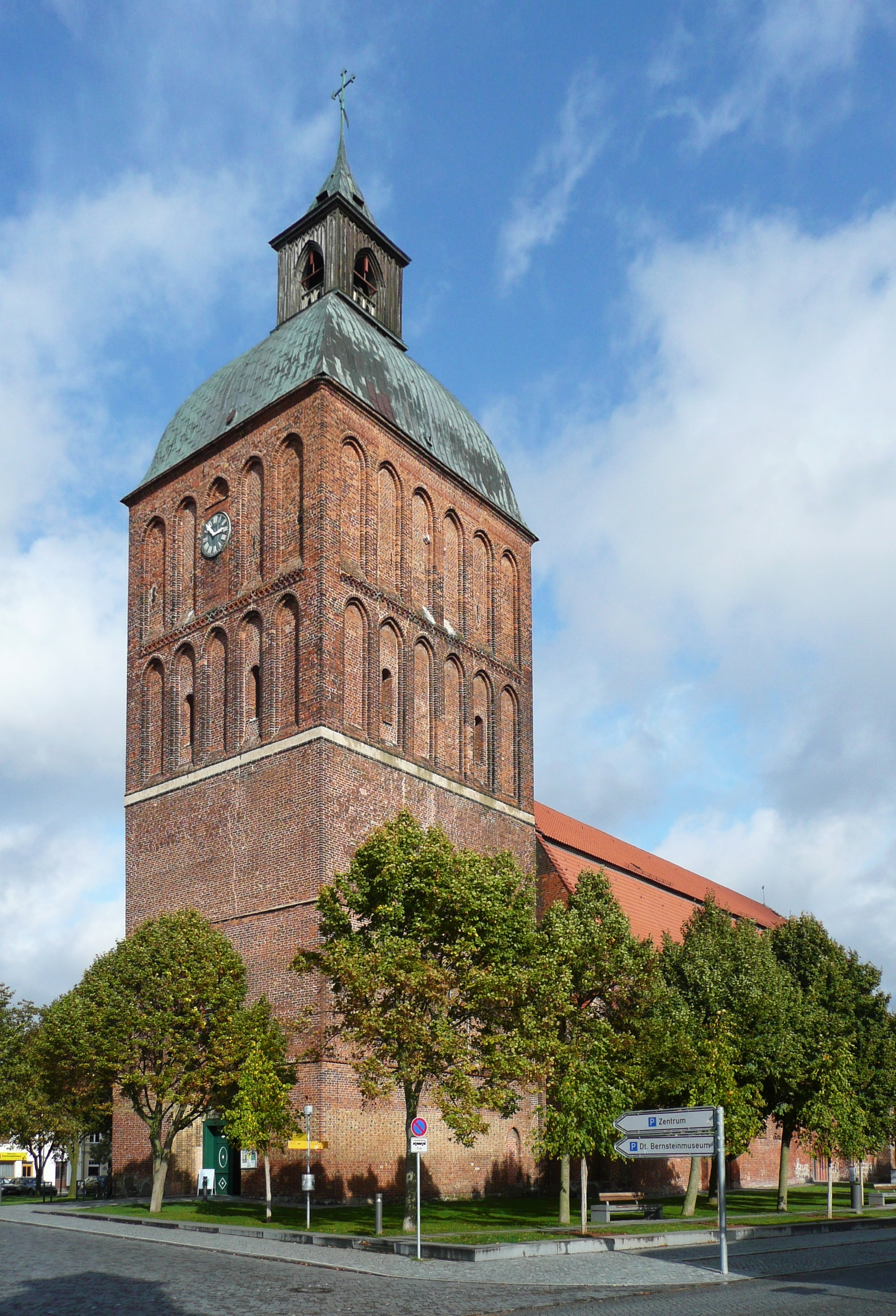
Западная башня Мариенкирхе в Рибнице
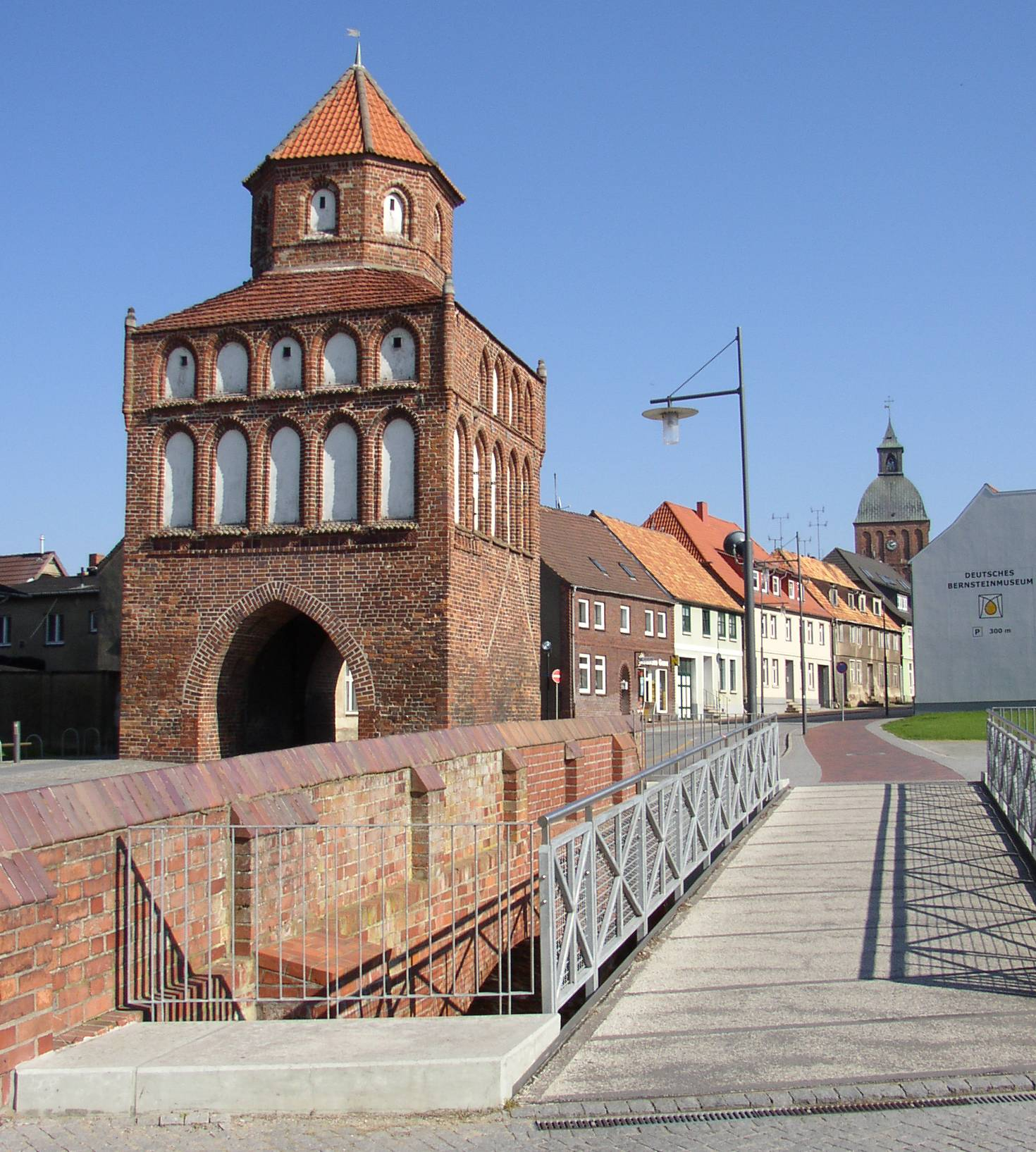
Рибниц-Дамгартен
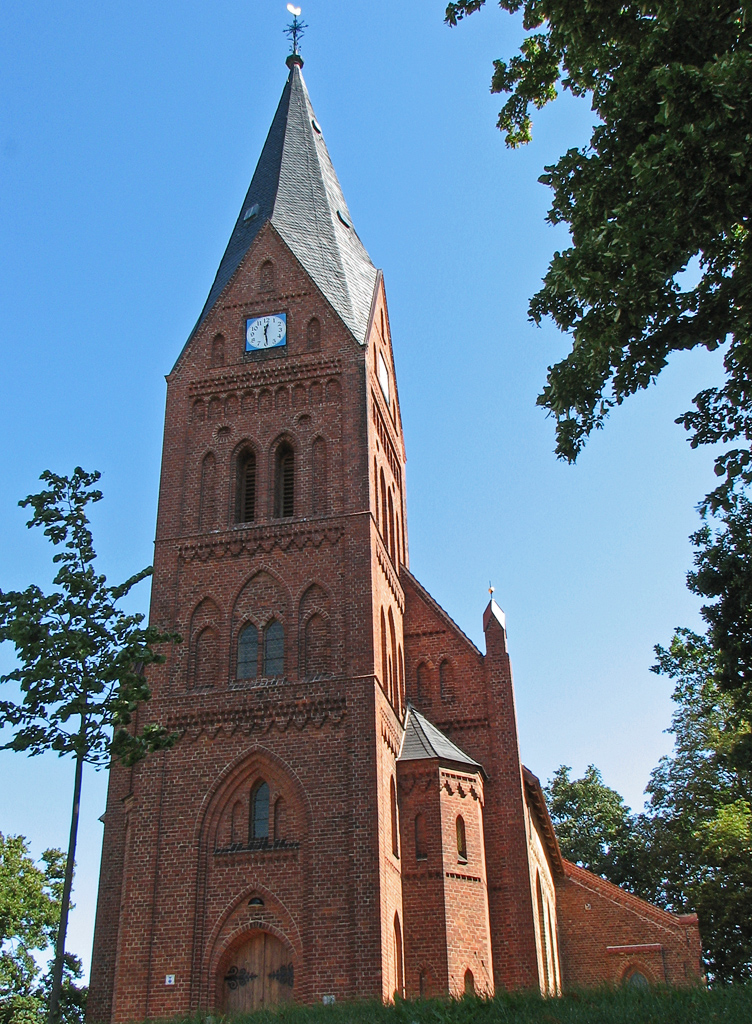
Церковь Св. Варфоломея
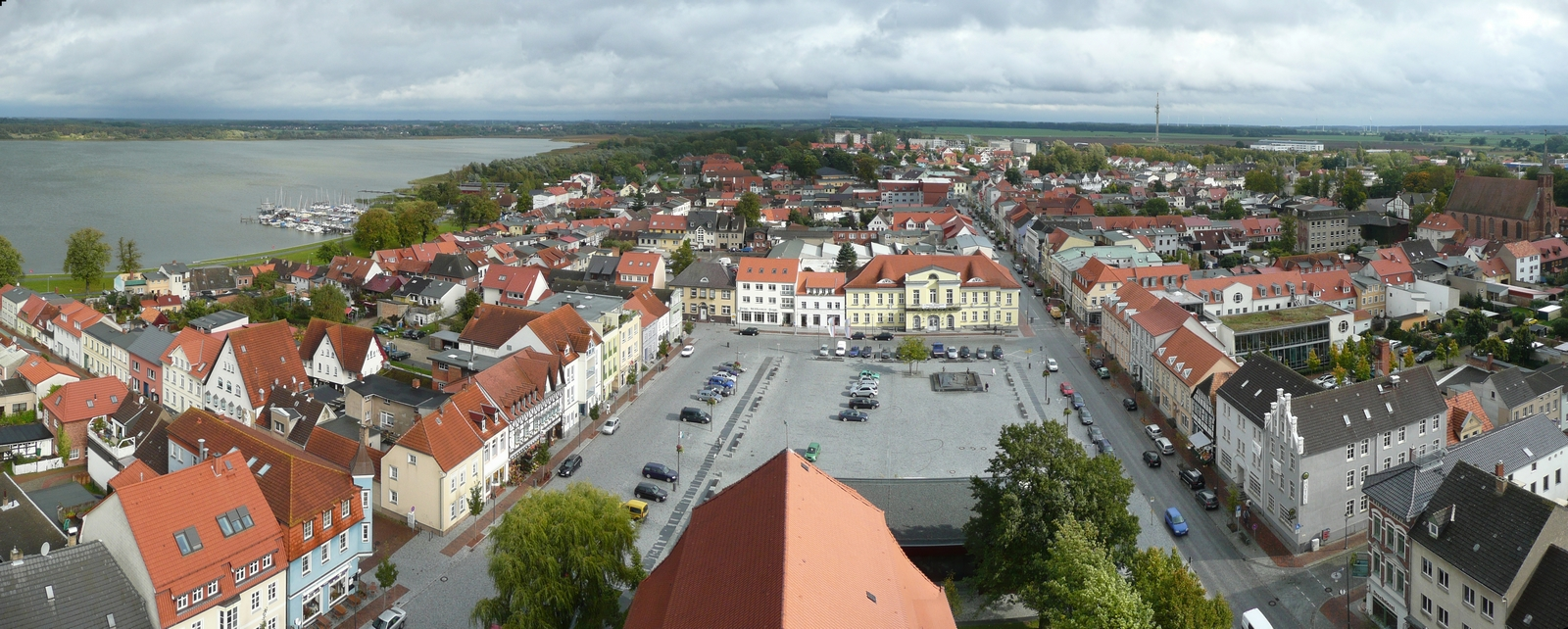
Вид на восток города
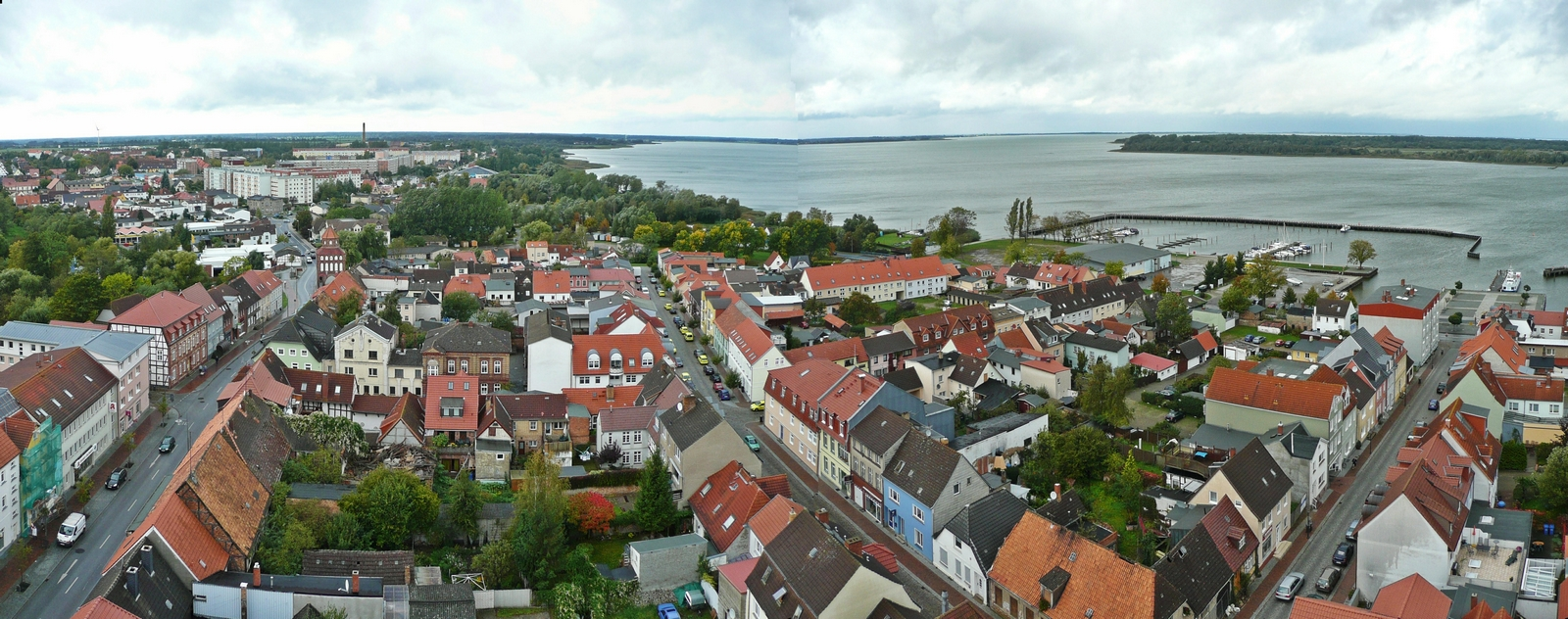
Вид на запад города
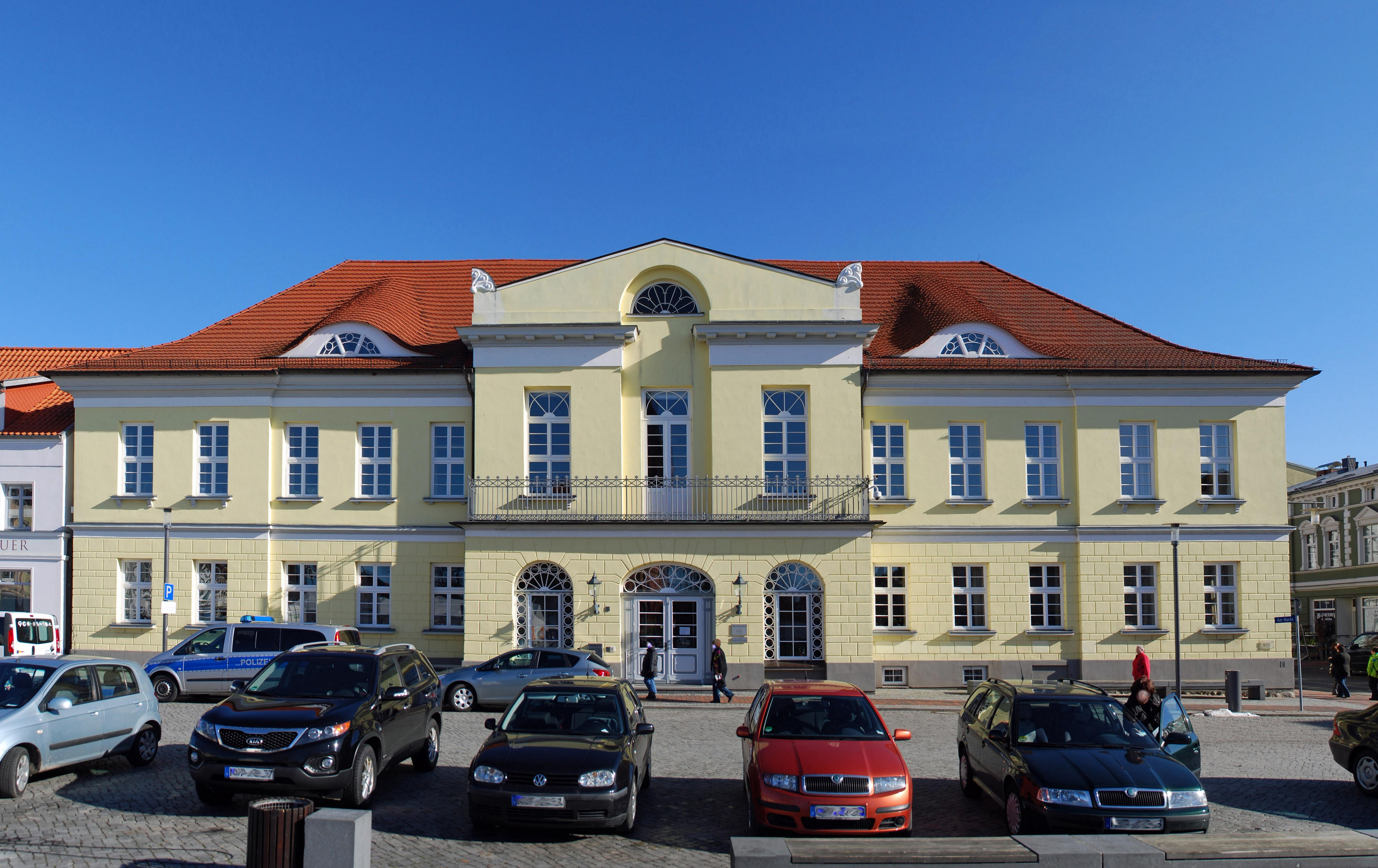
Здание городской ратуши